# Viaduc de la Meuse
Le viaduc de la Meuse est un ouvrage ferroviaire de la LGV Est européenne qui franchit la vallée de la Meuse entre Bannoncourt et Lacroix-sur-Meuse dans le département de la Meuse, dans la région Grand Est, en France.
Cet ouvrage, d'une longueur de 602,5 mètres, est remarquable par sa physionomie.

## Contrainte environnementale
Ce viaduc marque l'entrée dans le parc naturel régional de Lorraine dont la contrainte majeure est le franchissement de la vallée de la Meuse (classée zone de protection spéciale et Natura 2000). Lors de la construction du viaduc, la loche d'étang (dit poisson météo du fait de son changement d'activité en fonction de la pression atmosphérique), poisson extrêmement rare, y a été découvert.
Le dimensionnement de l'ouvrage ainsi que sa hauteur ont été définies par rapport à la crue centennale de 1947. Les piles ont été spécialement profilées pour faciliter l’écoulement des crues.

## Viaduc du canal de l'Est
Ce viaduc est séparé par un remblai d'un second viaduc (309,5 m) qui franchit le canal de l'Est.

## Caractéristiques
Les caractéristiques de cet ouvrage sont repris ci-dessous.
- Longueur totale du tablier : 602,50 m + 309,50 m
- Largeur : 12,5 m
- Portée de l'arche principale : 52,5 m
- Portée moyenne des arches : 52,5 m
- Nombre d'arches : 12
- Quantité de métaux employés : 
  - acier : 7 000 tonnes
- Hauteur des piles : 5 à 10 m
- Hauteur des fondations :
- Coût des travaux : 32,7 millions d’euros